# Ernesto Zardini
Ernesto Zardini (* 5. Juni 1908 in Cortina d’Ampezzo; † 3. Oktober 1934 in Arvier) war ein italienischer Skispringer und Nordischer Kombinierer.

## Leben
Seinen ersten Erfolg feierte Zardini bei den italienischen Meisterschaften 1925, wo er hinter Luigi Faure die Silbermedaille im Skispringen gewann. Zwei Jahre später gewann er hinter Domenico Patterlini und Luigi Faure die Bronzemedaille. 1930 startete er in der Nordischen Kombination und gewann dort Gold. Bei den Olympischen Winterspielen 1932 in Lake Placid startete er im Skispringen und in der Kombination. Im Springen von der Normalschanze erreichte er dabei den 14. Platz. Im Einzel der Kombination kam er nach einem 20. Platz im Skilanglauf und einem 13. Platz im Springen am Ende auf den 12. Platz.